# Liste der Naturdenkmale in Großalmerode
Die Liste der Naturdenkmale in Großalmerode nennt die im Gebiet von Großalmerode im Werra-Meißner-Kreis in Hessen gelegenen Naturdenkmale.

## Liste
| Bild                          | Bezeichnung                      | Ortsteil, Lage                                                     | Beschreibung | Art | Nr.         |
| ----------------------------- | -------------------------------- | ------------------------------------------------------------------ | --- | --- | ----------- |
| mehr Fotos \| Fotos hochladen | Alte Hutefläche mit Hutebäume    | Großalmerode 51° 15′ 56,5″ N, 9° 46′ 48,7″ O                       | [ 3 ] |     | GRO 636.048 |
| BW                            | Bilsteinkuppe                    | Großalmerode 51° 17′ 7,8″ N, 9° 47′ 13,9″ O                        | Bilstein (Kaufunger Wald) |     | GRO 636.049 |
| BW                            | Steinberg                        | Großalmerode 51° 16′ 27,5″ N, 9° 46′ 57,4″ O                       | |     | GRO 636.050 |
| BW                            | 1 Linde                          | Trubenhausen, Friedhof 51° 16′ 16,3″ N, 9° 50′ 19,6″ O             | |     | GRO 636.052 |
| Fotos hochladen               | 1 Linde                          | Trubenhausen, Hauptstraße 51° 16′ 10,3″ N, 9° 50′ 10,5″ O          | |     | GRO 636.053 |
| BW                            | 1 Linde                          | Weißenbach 51° 15′ 49,7″ N, 9° 51′ 16,2″ O                         | |     | GRO 636.055 |
| Fotos hochladen               | 1 Buche                          | Weißenbach 51° 15′ 49,7″ N, 9° 51′ 16,2″ O                         | |     | GRO 636.056 |
| Fotos hochladen               | 1 Gerichtslinde                  | Rommerode, Friedrichsbrücker Straße 51° 13′ 54,6″ N, 9° 46′ 6,9″ O | Die Gerichtslinde ist eine von ehemals zwei Bäumen, die bereits in der ersten Hälfte des 20. Jahrhunderts zu Naturdenkmalen erklärt worden sind. Als Stätte dörflicher Gerichtstage steht ihr Standortwegen seiner ortsgeschichtlichen und städtebaulichen Bedeutung als Kulturdenkmal unter Schutz. |     | GRO 636.069 |
| Fotos hochladen               | Nordöstlicher Teil des Rösberges | Rommerode 51° 13′ 43,3″ N, 9° 45′ 37,8″ O                          | Einen ersten Schutzstatus als vegetationskundliches Naturdenkmal erhielt ein Teil des Rösbergs, der sich mit einer Höhe von 539,4 m aus der Mittelgebirgslandschaft des Kaufunger Waldes erhebt, im Jahr 1970. Wegen der Vorkommen besonders schutzwürdiger Tier- und Pflanzenarten wurden 2008 die meisten seiner Flächen auch als ein Fauna-Flora-Habitat-Gebiet zu einem Bestandteil des europaweiten Schutzgebietssystems Natura 2000. Auf den Halbtrockenrasen, die durch die Bewirtschaftung des Menschen entstanden sind, finden sich mehr als sechzig verschiedene Pflanzenarten, von denen viele als selten und gefährdet angesehen werden. |     | GRO 636.070 |
| BW                            | Bündelbuchen                     | Weißenbach 51° 15′ 11,2″ N, 9° 51′ 5,8″ O                          | |     | GRO 636.713 |
| BW                            | 4 Dorflinden                     | Weißenbach 51° 15′ 19,8″ N, 9° 50′ 53,7″ O                         | |     | GRO 636.714 |
| BW                            | 1 Linde                          | Weißenbach 51° 15′ 21,2″ N, 9° 50′ 53,5″ O                         | |     | GRO 636.715 |